# Rydcza
Rydcza (biał. Рыдча; ros. Рыдча, Rydcza; hist. pol. Juzen, ros. Юзенъ, Juzień) – wieś na Białorusi, w obwodzie homelskim, w rejonie żytkowickim, w sielsowiecie Ryczewo.

## Historia
W XIX i w początkach XX w. folwark położony w Rosji, w guberni mińskiej, w powiecie mozyrskim.
Po I wojnie światowej pod administracją polską, w Zarządzie Cywilnym Ziem Wschodnich, w okręgu brzeskim, w powiecie mozyrskim.
W wyniku postanowień traktatu ryskiego Juzen znalazł się w granicach Związku Sowieckiego. W okresie międzywojennym leżał w pobliżu granicy z Polską. W czasach sowieckich zmieniono jego nazwę na obecną. Od 1991 w niepodległej Białorusi.